# Boukoukpanbe
Boukoukpanbe est une petite ville du Togo située dans la Préfecture de Bassar, dans la région de la Kara

## Géographie
Boukoukpanbe est situé à environ 70 km de Kara.

## Vie économique
- Marché paysan tous les jeudis
- Atelier de mécanique agricole

## Lieux publics
- École primaire